# Pseudoclanis bianchii
Pseudoclanis bianchii is een vlinder uit de familie van de pijlstaarten (Sphingidae). De wetenschappelijke naam van de soort werd in 1883 gepubliceerd door Charles Oberthür.